# Zahn McClarnon
Zahn Tokiya-ku McClarnon (Denver, 24 ottobre 1966) è un attore statunitense.

## Biografia
Nato in Colorado da madre di etnia Hunkpapa Lakota e padre irlandese. Cresciuto nel Montana e visitatore abituale della Riserva indiana dei Piedi Neri, trascorre molto tempo con i nonni, mentre la madre restò nella Riserva Indiana Sioux nel Dakota del Sud.

## Carriera
È noto al pubblico televisivo soprattutto per il ruolo come capo della polizia tribale Indiana della riserva Cheyenne Mathias, nella serie Longmire, per quello di Ohanzee Dent nella serie Fargo e per quello di Akecheta nella serie Westworld - Dove tutto è concesso. Dal 2017 è Toshaway, uno dei personaggi principali nella serie The Son - Il figlio, al fianco di Pierce Brosnan.

## Filmografia parziale

### Cinema
- Rosso d'autunno (Silent Fall), regia di Bruce Beresford (1994)
- Skins, regia di Chris Eyre (2002)
- Spirit - Cavallo selvaggio (Spirit: Stallion of the Cimarron), regia di Kelly Asbury e Lorna Cook (2002) – voce
- Momentum, regia di James Seale (2003)
- Searchers 2.0, regia di Alex Cox (2007)
- Not Forgotten, regia di Dror Soref (2009)
- Down for Life, regia di Alan Jacobs (2009)
- The Legend of Hell's Gate, regia di Tanner Beard (2011)
- Resolution, regia di Justin Benson e Aaron Moorhead (2012)
- Awful Nice, regia di Todd Sklar (2013)
- Bloodline, regia di Matt Thompson (2013)
- I'm in Love with a Church Girl, regia di Steve Race (2013)
- The Cherokee Word for Water, regia di Charlie Soap e Tim Kelly (2013)
- Mekko, regia di Sterlin Harjo (2015)
- Bone Tomahawk, regia di S. Craig Zahler (2015)
- Neither Wolf Nor Dog, regia di Steven Lewis Simpson (2016)
- Braven - Il coraggioso, regia di Lin Oeding (2018)
- Doctor Sleep, regia di Mike Flanagan (2019)
- Hell on the Border - Cowboy da leggenda (Hell on the Border), regia di Wes Miller (2019)
- Togo - Una grande amicizia (Togo), regia di Ericson Core (2019)
- The Silencing - Senza voce (The Silencing), regia di Robin Pront (2020)
- La notte del giudizio per sempre (The Forever Purge), regia di Everardo Gout (2021)
- Fidanzata in affitto (No Hard Feelings), regia di Gene Stupnitsky (cammeo ) (2023)

### Televisione
- La signora del West (Dr. Quinn, Medicine Woman) – serie TV, 5 episodi (1993-1997)
- Grand Avenue, regia di Daniel Sackheim – film TV (1996)
- Cavallo Pazzo, regia di John Irvin – film TV (1996)
- Momentum, regia di James Seale – film TV (2003)
- Into the West – miniserie TV, 3 puntate (2005)
- The Librarian 2 - Ritorno alle miniere di Re Salomone (The Librarian: Return to King Solomon's Mines), regia di Jonathan Frakes – film TV (2006)
- Ringer – serie TV, 8 episodi (2011-2012)
- Castle - serie TV, episodio 4x14 (2012)
- Longmire – serie TV, 28 episodi (2012-2017)
- The Red Road – serie TV, 4 episodi (2014)
- Fargo – serie TV, 9 episodi (2015)
- Frontiera (Frontier) – serie TV, episodi 1x02-1x02-2x01 (2016-2017)
- The Son - Il figlio (The Son) – serie TV, 17 episodi (2017-2019)
- Regina del Sud (Queen of the South) – serie TV, 4 episodi (2018)
- Westworld - Dove tutto è concesso (Westworld) – serie TV, 8 episodi (2018-2022)
- Pronti a tutto (Barkskins) – miniserie TV, 8 puntate (2020)
- Reservation Dogs – serie TV, 10 episodi (2021-2023)
- Hawkeye – miniserie TV, episodio 3 (2021)
- Dark Winds - serie TV, 12 episodi (2022-2023)
- Echo – miniserie TV, 3 episodi (2024)
- Castlevania: Nocturne – serie animata (2023) – voce

## Doppiatori italiani
Nelle versioni in italiano delle opere in cui ha recitato, Zahn McClarnon è stato doppiato da:
- Alberto Angrisano in Longmire, Fargo
- Marco Baroni in Doctor Sleep, The Son - Il figlio
- Alberto Bognanni in Hawkeye, Echo
- Manfredi Aliquò in Grand Avenue
- Danilo Di Martino in Bone Tomahawk
- Christian Iansante in Braven - Il Coraggioso
- Davide Marzi in Togo - Una grande amicizia
- Roberto Draghetti in Ringer
- Guido Di Naccio in Castle
- Francesco Meoni in Frontiera
- Francesco Caruso Cardelli in Regina del Sud
- Andrea Lavagnino in Westworld - Dove tutto è concesso
- Luca Ghignone in Hell on the Border - Cowboy da leggenda
- Stefano Alessandroni in The Silencing - Senza voce
- Pasquale Anselmo in Reservation Dogs
- Antonio Palumbo ne La notte del giudizio per sempre
- Dario Oppido in Fidanzata in affitto

Da doppiatore è sostituito da:
- Marco Balzarotti in Castlevania: Nocturne